# Winkelcentrum Stadspoort
Winkelcentrum Stadspoort is een gedeeltelijk overdekt winkelcentrum in de Gelderse plaats Ede.
Het winkelcentrum werd geopend op 6 april 1995 door de toenmalige burgemeester Blanken. De kosten waren ruim 40 miljoen gulden. De Stadspoort ligt aan de oostzijde tegen de wijk Maandereng en aan de westzijde tegen de wijk Rietkampen aan. De zijden worden met elkaar verbonden door een overdekte winkelpassage die over de Dr. W. Dreeslaan is gebouwd. In het winkelcentrum zijn onder andere een apotheek, een bibliotheek en twee supermarkten. Op donderdag is er een weekmarkt.
De Dreeslaan is de weg, het verlengde van de N781, waarop men Ede binnenrijdt vanaf Wageningen, Bennekom of vanaf de A12. De stadspoort is dus daadwerkelijk een entree voor Ede. Evenwijdig aan de stadspoort werd tegelijkertijd het Willy Brandtviaduct aangelegd. Dit is de verkeersverbinding tussen de twee wijken.

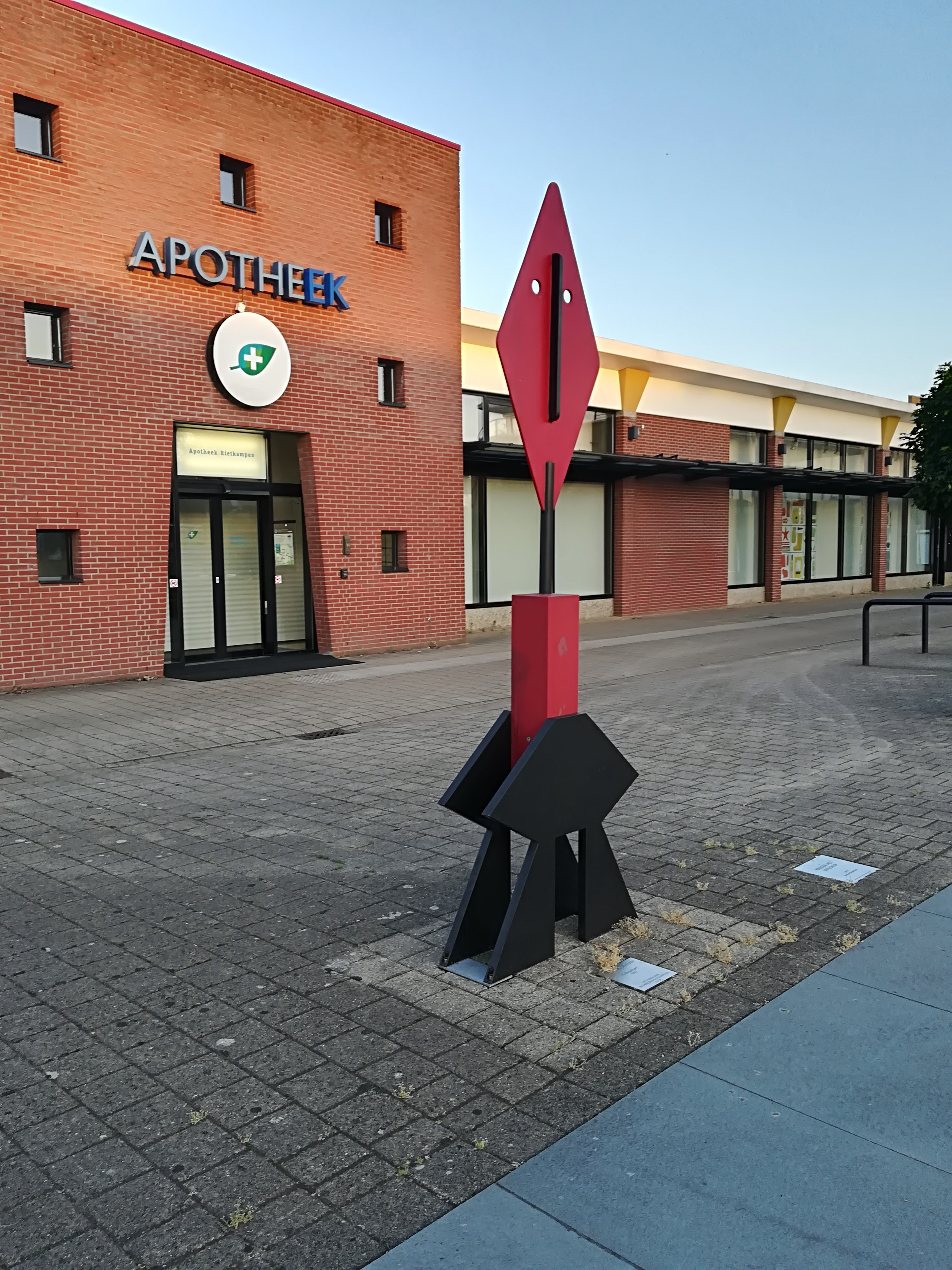
Apotheek
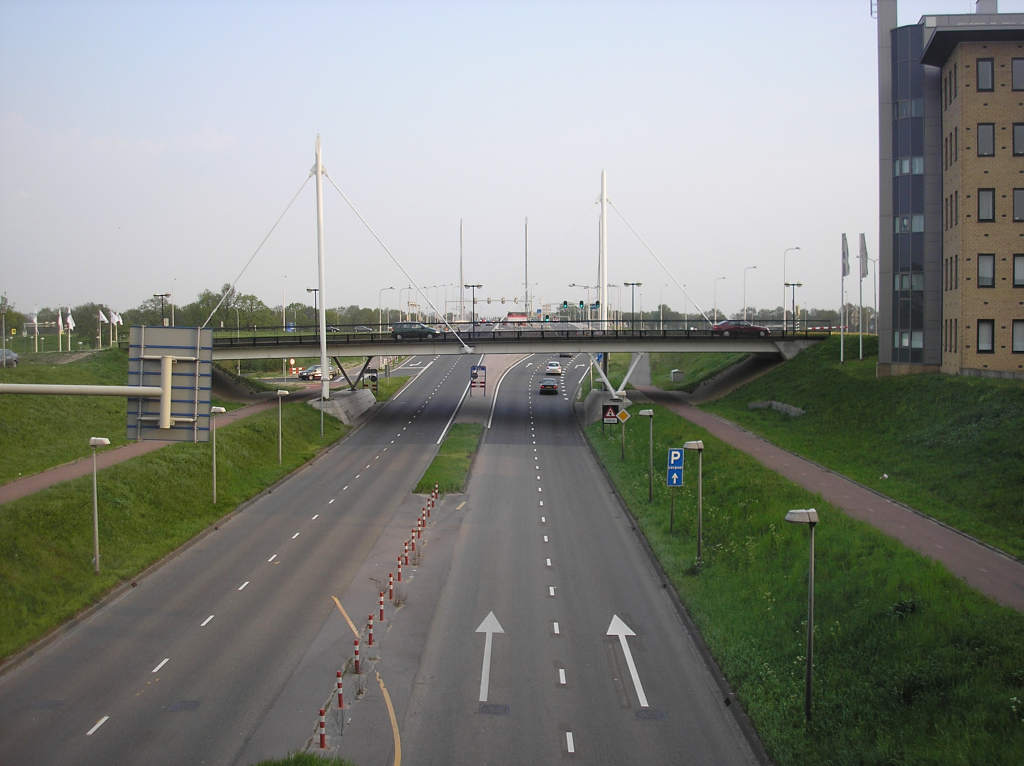
Uitzicht vanuit de Stadspoort op de Dr. W. Dreeslaan
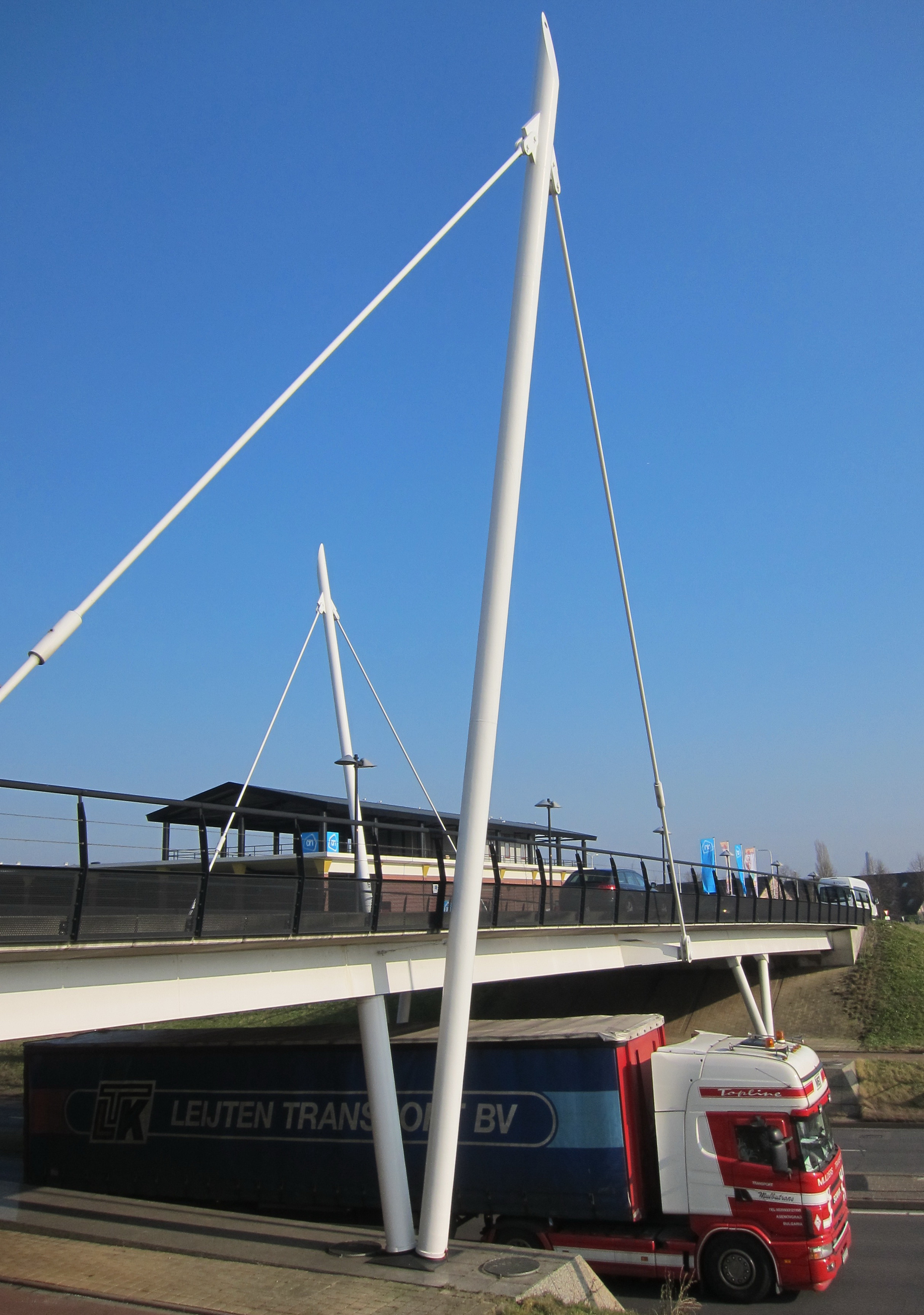
Willy Brandtviaduct